# Trypeticus helleri
Trypeticus helleri är en skalbaggsart som beskrevs av Heinrich Bickhardt 1918. Trypeticus helleri ingår i släktet Trypeticus och familjen stumpbaggar. Inga underarter finns listade i Catalogue of Life.